# Unione Sportiva Vezio Parducci Viareggio 1937-1938
Questa voce raccoglie le informazioni riguardanti l'Unione Sportiva Vezio Parducci Viareggio nelle competizioni ufficiali della stagione 1937-1938.

## Stagione
Ottava stagione di Serie C: tutta da dimenticare. 
Il podestà di Viareggio non riesce a trovare un nuovo campo per la squadra. Il vecchio Polisportivo è usato dai cantieri navali ed è in costruzione una nuova darsena (Europa). Senza campo di allenamento, senza un impianto per giocare le gare interne, con una società con problemi economici, la stagione non può finire che con l'ultimo posto in classifica (solo 10 punti) e la retrocessione in Prima Divisione Toscana.
La seconda consecutiva e anche questa all'ultimo posto. E' crisi.
Il Presidente Giulio Gattai rimarrà nella storia del club, perché ha vinto sul campo il campionato di Serie C e la promozione in Serie B.
Con la partita giocata contro il Lastra a Signa, 8 maggio 1938, si chiude un'epoca. Passeranno 4 anni per riveder rotolare un pallone a Viareggio, anche a causa dello scoppio della Seconda Guerra Mondiale. Infatti bisognerà aspettare il 1942.

## Rosa
| N. |                   | Ruolo | Calciatore           |
| -- | ----------------- | ----- | -------------------- |
|    | Italia (bandiera) |       | Leopoldo Angelini    |
|    | Italia (bandiera) |       | Franco Arrighini     |
|    | Italia (bandiera) |       | Turiddo Bandini      |
|    | Italia (bandiera) | A     | Leone Bertacca       |
|    | Italia (bandiera) |       | Lisandro Bertuccelli |
|    | Italia (bandiera) |       | Mameli Canova        |
|    | Italia (bandiera) | C     | Leone Della Latta    |
|    | Italia (bandiera) |       | Alfio Gamboni        |
|    | Italia (bandiera) | A     | Antonio Giordani     |
|    | Italia (bandiera) |       | Bruno Giorgetti      |
|    | Italia (bandiera) |       | Danilo Nardini       |
|    | Italia (bandiera) |       | Raffaello Lencioni   |

| N. |                   | Ruolo | Calciatore           |
| -- | ----------------- | ----- | -------------------- |
|    | Italia (bandiera) |       | Lamberto Lippi       |
|    | Italia (bandiera) |       | Danilo Nardini       |
|    | Italia (bandiera) |       | Adolfo Malfatti      |
|    | Italia (bandiera) |       | Clemente Morescalchi |
|    | Italia (bandiera) |       | Luciano Patalani     |
|    | Italia (bandiera) | C     | Eugenio Porretta     |
|    | Italia (bandiera) |       | Espero Puccetti      |
|    | Italia (bandiera) |       | Carlo Pucci          |
|    | Italia (bandiera) |       | Giuseppe Rossi       |
|    | Italia (bandiera) |       | Emanuele Sodini      |
|    | Italia (bandiera) |       | Guglielmo Raffaelli  |
|    | Italia (bandiera) | D     | Mario Taddei         |
|    | Italia (bandiera) | D     | Roberto Velani       |
|    | Italia (bandiera) |       | Mario Vespignani     |
|    | Italia (bandiera) |       | Erice Zappelli       |
|    | Italia (bandiera) | P     | Pietro Zappelli (I)  |
|    | Italia (bandiera) |       | Edo Zoppi            |